# Berchtold (Adelsgeschlecht)

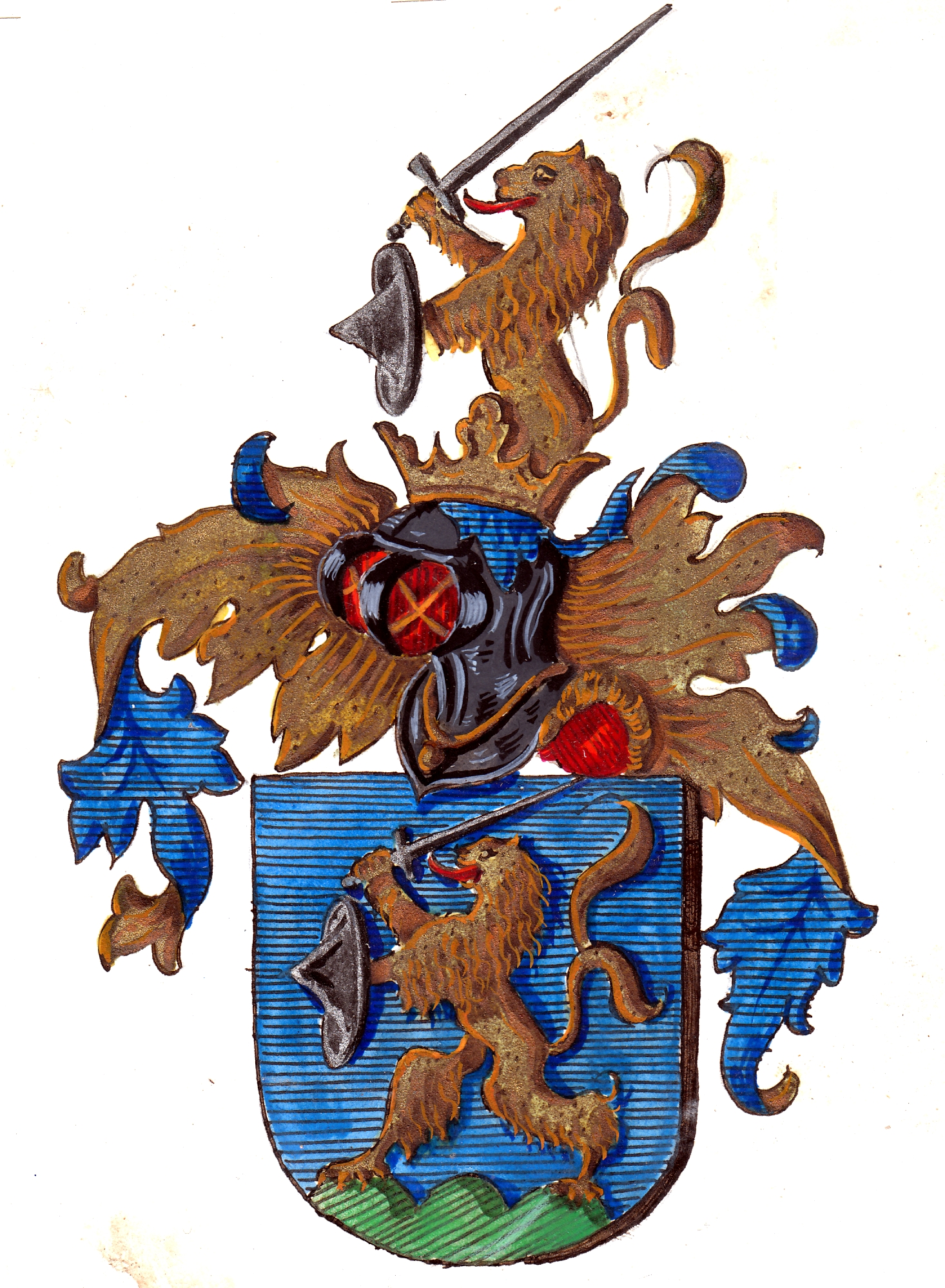
Ritterwappen der Berchtold

Berchtold war der Name eines Adelsgeschlechts, das ursprünglich aus Tirol stammte. Neben Niederösterreich war es ab dem 16. Jahrhundert auch in Ungarn sowie in Böhmen und Mähren verbreitet.

## Geschichte
Maximilian Berchtold, Herr zu Sachsengang, wurde am 13. März 1603 als Landmann unter die neuen Ritterstandesgeschlechter aufgenommen; Johann Baptist Berchtold erhielt diese Ehrung am 26. Februar 1606, Jakob Berchtold folgte am 5. Jänner 1616.

## Linien

### Berchtold zu Sachsengang
1. Johann Baptist (Hans) Berchtold, (1573 unter Maximilian II., 1587  unter Rudolf II.) Schlosshauptmann auf Schloss Kaiserebersdorf und kaiserlicher Rat ⚭ Susanna Mollin
  1. Maximilian ⚭ Anna Magdalena Giengerin von Grünbühel
  2. Johann Baptist (Hans) ⚭ Maria Elisabeth Giengerin von Grünbühel, Schwester von Anna Magdalena
    1. Ferdinand Ernst, ältester Sohn
    2. Johann Maximilian Berchtold zu Sachsengang
    3. Wolf Adam
    4. Sigismund Gottfried Berchtold zu Sachsengang ⚭ Anna von Kollmann
      1. Maria Sidonia Berchtold zu Sachsengang ⚭ Johann Sigismund von Schmidtauer auf Oberwalsee
      2. Maria Regina Berchtold zu Sachsengang ⚭ Georg Rudolf von Schütter

    5. Johann Melchior (vermutlich letzter männlicher Nachkomme) ⚭ Johanna Haidin von Dorff
    6. Eva Regina  ⚭ Carl Berger von Bergen

  3. Elisabeth ⚭ Michael Püdler zu Velbem, Kammerrat
  4. Susanna Katharina ⚭ Veit Spindler von Hofegg, Regierungsrat und Salzamtmann zu Gmunden
  5. Anna Regina

### Berchtold zu Ungarschitz
Jakob von Berchtold († 28. Mai 1641 in Wien) hatte drei Ehefrauen. Nach der Ehe mit Dorothea Katharina, der verwitweten Süssin, vermählte er sich mit Maria Magdalena Susanna von Hegenmüller, die ihm sechs Kinder gebar, welche ihn überlebten. Nach dem Tod seiner zweiten Frau ehelichte Jakob in Passau am 14. November 1627 mit Regina Ritz (Rützin) von Grub († 20. Mai 1655) die dritte Ehefrau.
Am 27. März 1618 trat Jakob sein Amt als Rat und Regent des Regiments der niederösterreichischen Lande an. Am 6. Jänner 1626 erhielt er Ritterstand und Landmannschaft für Österreich ob und unter der Enns sowie am 6. Juli 1627 die Bestätigung des rittermäßigen Adels und Wappens sowie das Recht, Landgüter besitzen und veräußern zu dürfen, Freisitz, die Befreiung von bürgerlichen Ämtern und den Titel Vest.
1628 erwarb Jakob von Hans Georg von Schwarzenau die mährische Herrschaft Ungarschitz und nahm das Prädikat von Ungarschitz und Fratting an. Er wurde am 31. August 1627 zum Hofkammerdirektor, bevor ihn Kaiser Ferdinand II. am 4. Mai 1633 zum Reichsfreiherr ernannte. 1631 erhielt er Döschen als Lehen, am 13. Juli 1632 folgten Zoppanz und Pottendorf; 1633 erwarb er Pullitz sowie 1636 Kojatitz, das er mit Pullitz vereinigte. Am 30. Oktober 1635 wurde er in den niederösterreichischen Herrenstand aufgenommen. Er wurde im rechten Seitenchor des Wiener Stephansdoms beigesetzt, wo sich sein Grabmal unweit dessen Kaiser Friedrichs II. und dem Leopoldsaltar befindet.
Sein Sohn Freiherr Franz Benedikt von Berchtold wurde zusammen mit seinen beiden Brüdern von Leopold I. am 29. Juli 1673 in den Reichsgrafenstand erhoben. Neben dem Titel Hoch- und Wohlgeboren erhielten sie den Beinamen Herren von und zu Ungarschiz, Fratting und Pulitz. Mit Jakobs Tod wurde das Erbe aufgeteilt: Franz Benedikt erhielt Ungarschitz, Matthias Ernst erhielt Pottendorf und Pulitz und Jakob Philipp erhielt Radim bei Kölln in Böhmen. Matthias erwarb 1666 die Güter Mladonowitz und Budkau im Bezirk Trebitsch. Letzteres beherbergt mit der Kirche St. Martin eine Begräbnisstätte der Berchtold.
1. Franz Benedikt (* 4. März 1631; † 7. Juli 1690), Freiherr, später Graf von Berchtold, k.k. Kämmerer und Landrechtsbeisitzer, ⚭ 1657 Gräfin Maria Elisabeth von Sprinzenstein, ⚭ 1666 Susanna Elenora von Zollern († 17. Jänner 1676),  ⚭ 1677 Freiin Eva Elisabeth von Schiffer
  1. Maria Anna, Gräfin von Schrattenbach
  2. Maria Isabelle, Gräfin von Braida
  3. Maria Eleonore, Freiin von Witten
  4. Maria Maximiliana, Gräfin von Berchthold
  5. Maria Josepha, Freiin von Wlček
2. Matthias Ernst (* 26. Februar 1632; † 4. Juli 1678), Graf von Berchtold
  1. ⚭ 1660 Anna Ludomilla Schwikowsky Freiin von Schwikow
    1. Maria Elisabetha (* 20. November 1660) ⚭ Graf Rudolf Christoph von Witten, Herr zu Chudobín

  2. ⚭ 1662 Susanna Polyrena Gräfin von Mansfeld († 1693), Tochter von Philipp von Mansfeld (1589–1657), später mit Leopold Julius Freiherr von Hoditz vermählt
    1. Maria Anna (* 10. April 1663 in Wien; † 30. März 1737), Äbtissin des Stifts Göß
    2. Anna Theresia ⚭ Freiherr Johann Hartmann von Welz auf Eberstein
    3. Maria Barbara, Nonne zur Himmelspforte Wien
    4. Maria Katharina ⚭  Graf Sigismund Ladislaus von Eberstein zu Hirschbach
    5. Graf Franz Karl von Berchtold (* 24. Mai 1664; † 19. September 1720) ⚭ 1686 Esther Isabella Regina Gräfin von Praschma aus Schlesien († 1708) und ⚭ 31. März 1710 Maria Antonia Gräfin Krakowski-Kollowrat
      1. Franz Anton von Berchtold (* 10. März 1691; † 1746) ⚭ 1736 Gräfin Maria Elisabeth von Sinzendorf (* 28. August 1716; später ⚭ Graf von Walldorf)

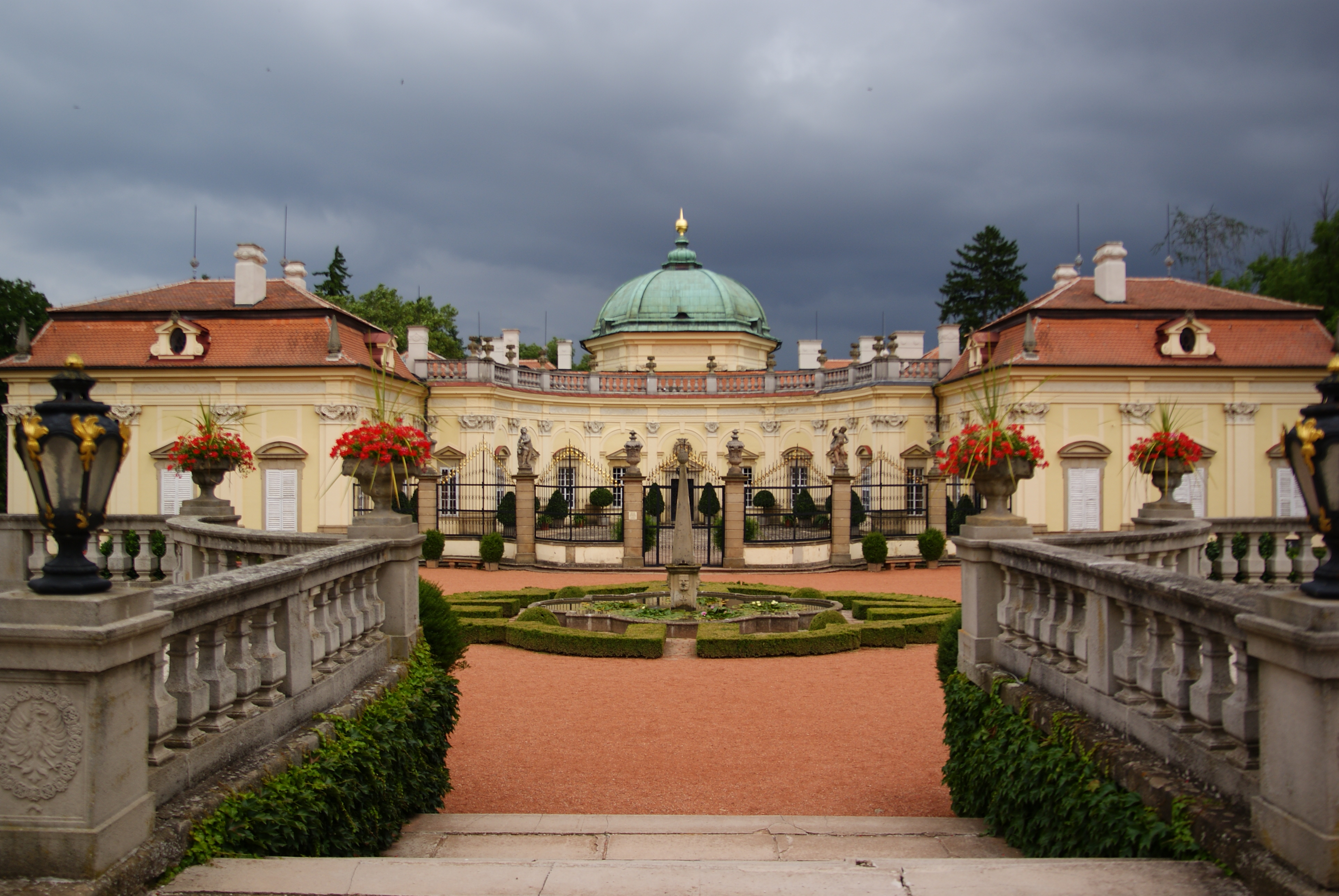
Schloss Buchlau

        1. Schloss BuchlauPosper Anton von Berchtold ⚭ Theresia Freiin Peterwalsky von Peterswalde († 1768, Herrin auf Schloss Buchlau (verwitwete Ottislaw von Kopenitz)[7]
          1. Crescenzia (* 1756) ⚭ Graf Franz von Stubenberg, k.k. Kämmerer und Generalmajor
          2. Franz Moritz (* 1757; † in Altbrünn)
          3. Leopold (* 19. Juli 1759; † 1809) ⚭ Gräfin Johanna Nepomucena von Magnis auf Strassnitz Leopold Berchthold (1759–1809)

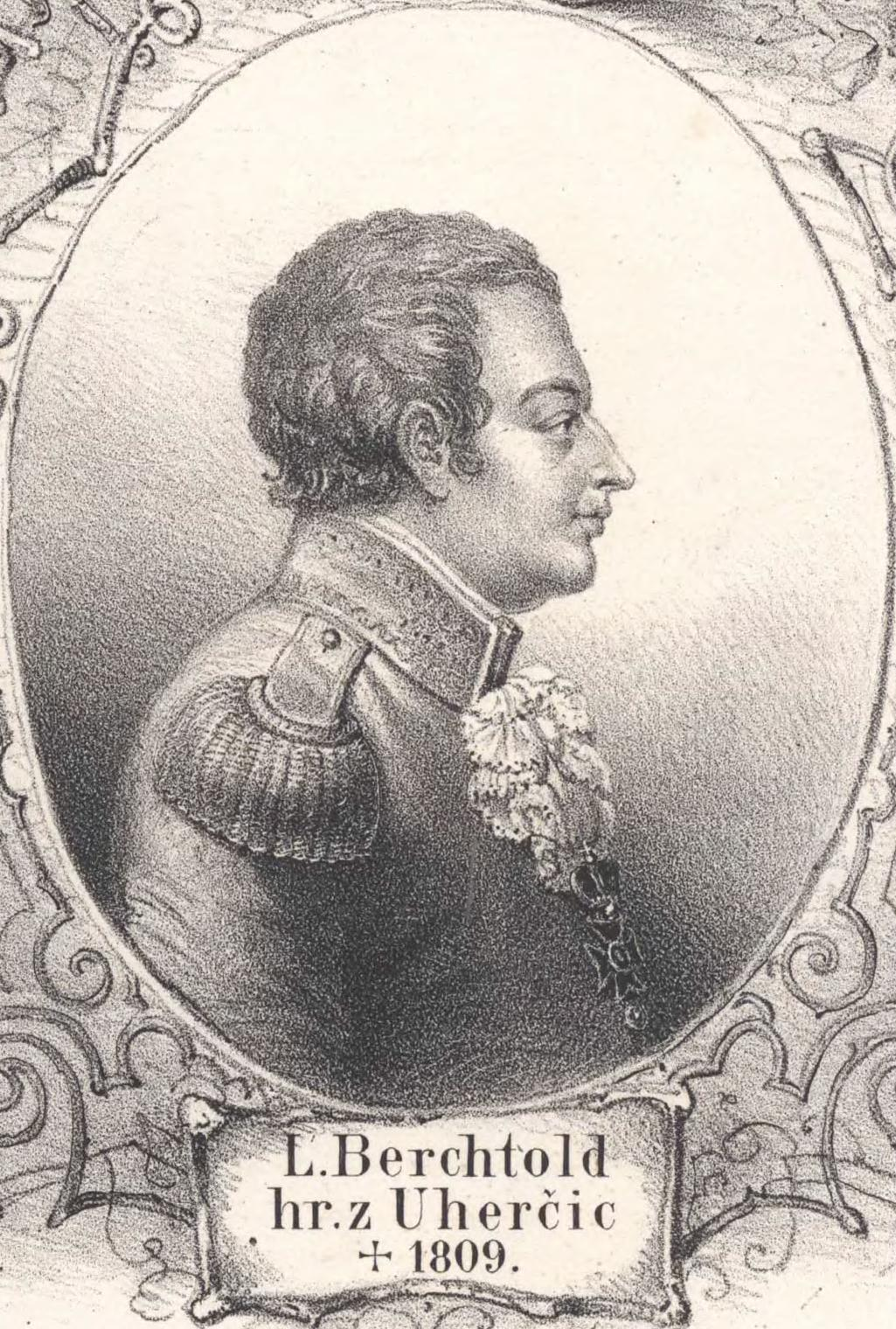
Leopold Berchthold (1759–1809)

            1. Sigmund Friedrich Alois (* 4. Februar 1799; † 26. November 1869) ⚭ 1828 Gräfin Ludmilla Wratislaw von Mitrowitz und Schönfeld (* 26. Juli 1808 in Prag; † 2. August 1869 in Buchlau)
              1. Sigismund Samuel Koloman (* 6. Februar 1834 in Buchlau; † 19. März 1900) ⚭ Gräfin Josephine Gabriela von und zu Trauttmansdorff (* 13. Juni 1835; † 28. März 1894 in Wien) Leopold Berchtold (1863–1942)

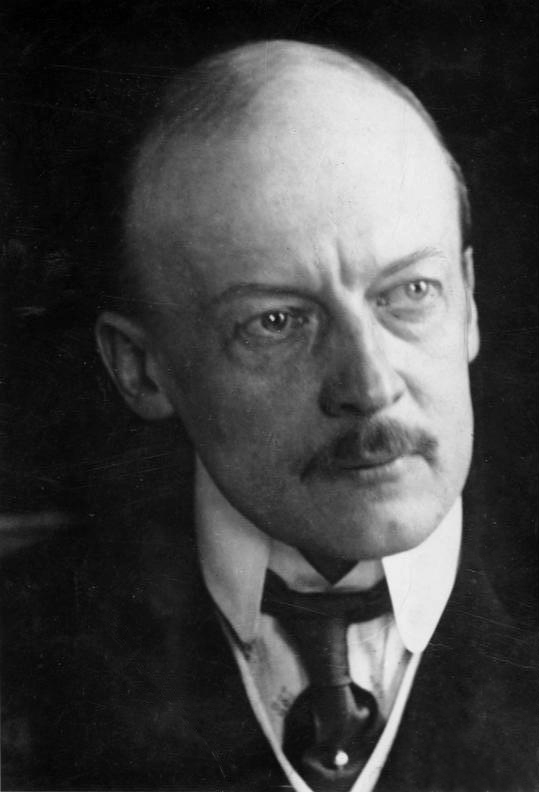
Leopold Berchtold (1863–1942)

                1. Leopold Anton Johann Sigismund Joseph Corsinus Ferdinand (1863–1942)

              2. Walpurgis (* 13. August 1829; † 21. Februar 1856) ⚭ 1852 Graf Friedrich Hartig (1818–1877)
              3. Ludmilla Gizella Theresia (* 20. April 1831; † 5. Juli 1915) ⚭ 1848 Graf Hubert Heinrich de la Fontaine und d’Harnoncourt-Unverzagt (1827–1897)

            2. Anton Ludwig Johann von Nep. (13. April 1801)

          4. Carl Gustav /* 1761), k. k. Kämmerer und Oberwachtmeister in der Armee, Herr auf Nezdaschow ⚭ Gräfin Anna von Edlingen; ⚭ Freiin Emilie von Schell

          5. Cajetana (* 1763; † 18. Mai 1815) ⚭ Graf Johann von Stomm;  ⚭ Freiherr Franz Josef von Königsbrunn
          6. Alois (* 1773; † nach 1794)
          7. Ernst (* 1775; † 1799) ⚭ Caroline Laszhoff
          8. Heinrich (*/† 1787)
          9. Friedrich von Berchtold (1781–1876)
          10. Maria Josepha (* 1770)
          11. Marie Eleonore, (* 1772; † 1848) ⚭ 1793 Joseph Friedrich Ghislain von der Trenck († 1835)
          12. Franziska (1777–1795)
          13. Anna (* 19. Juli 1780; † 18. März 1826) ⚭ 1803 Graf Peter Prokop Morzin (1768–1855)[8]
          14. Therese (* um 1783)
          15. Maria Anna (1786–1873) ⚭ 1812 Franz Graf von Stomm († 1849)
          16. Clara (* ca. 1789) m.N Riegl
          17. Johanna Antonia (1791–1849) ⚭ 1812 Anton Johann Novak

      2. Ferdinand Leopold († 1722)
      3. Adam Ignatz von Berchtold (29. März 1701; † 1786) ⚭ Gräfin Maria Anna von Aichbichl († 1774)
        1. Leopold Anton (26. Oktober 1731) ⚭ Gräfin des Fours
        2. Joseph Johann (5. Juni 1735)
        3. Maria Antonia (* 1736) ⚭ Freiherr Marinus Joseph von Andlau
        4. Maria Anna (1737–1760)
        5. Maria Carolina (* 17. August 1738; † 1. April 1788) ⚭ Freiherr Anton Georg von Grechtler
        6. Maria Wilhelmina (* 30. Juni 1739) ⚭ Graf Joseph Schaffgotsche
        7. Franz Joseph (* 30. September 1740; † 1755)

      4. Franz Joseph
      5. Karl Norbert, erster k.k. Oberster des Palfischen Kürassier-Regiments
      6. Maria Eleonora
      7. Maria Anna
      8. Maria Antonia († 1793), erstes Kammerfräulein Maria Theresias

    6. Franz Ferdinand Philipp (* 18. Juni 1667) ⚭ Maria Franziska Gräfin Vrtba (Wrtby)
    7. Maria Agnes ⚭ Freiherr R. von Poppen in Schlesien
3. Jakob Philip Graf von Berchtold ⚭ Katharina Dorothea Freiin von Rzitschan
  1. Anton, Graf von Berchtold ⚭ Sophia von Egersperg
    1. Anton, Rittmeister
    2. Franz von Berchtold († 1793), erster Bischof von Neusohl
    3. Joseph von Berchtold ⚭ 1750 Freiin Elisabeth von Paluska

  2. Johann Franz Ferdinand (1657–1720) ⚭ 1688 Gräfin Elisabeth Regina Notthaft von Wernberg; ⚭ 1691 Gräfin Uršula Barbora zu Wrtby (1659–1720)
    1. Johann Anton Franz Josef Ignaz (1693–1739) ⚭ Sophie Elisabeth Eyerl von Eyerlsberg (1704–1759)
      1. Anton Paul Johann Nepomuck Kajetan (1725 oder 1728–1795) ⚭ 1752 Maria Anna Reviczky von Revisnye (1735–1755); ⚭1770 Gräfin Terézia Nyáry de Bedegh et Berencs (* 1749)
        1. Maria Anton Nikolaus Peter Ferdinand Heinrich, Graf Berchtold, Freiherr zu Ungarschitz, Fratting und Pullitz (1754–1819) ⚭ 1792 Maria Anna Franziska Huszár de Szent-Baráth (1771–1847)[9]
          1. Anton Maria (1796–1875) ⚭ 1833 Mathilde Strachan (* 12. Mai 1813 in London; † 25. August 1899 in Venedig), Tochter des Sir Richard Strachan, 6. Baronet
            1. Richard Karl (1837–1906)
            2. Arthur Franz (1843–1929)

          2. Joseph (1799–1840) ⚭ 1823 Gräfin Franziska Romana Radetzky von Radetz (1806–1825); ⚭ 1826 Gräfin Ottilie Forgach von Ghymes
            1. Anton (1825–1830)
            2. Ladislaus (1829–1885) ⚭ (1) 1855 Gräfin Anna Török de Szendro (1836–1865), (2) ⚭ 1866 Gräfin Josephine Maria Johanna Nepomucena Török de Szendro (1834–1909)

            3. Johanna-Eugenie (1831–1872) ⚭ 1854 Graf Miklós Wass von Szent-Egyed († 20. Mai 1887)
            4. Henriette (1837–1903) ⚭ 15 Apr 1858 Gottfried Freiherr von Mattencloit (1827–1873)Maria Sophia (1794–1878)

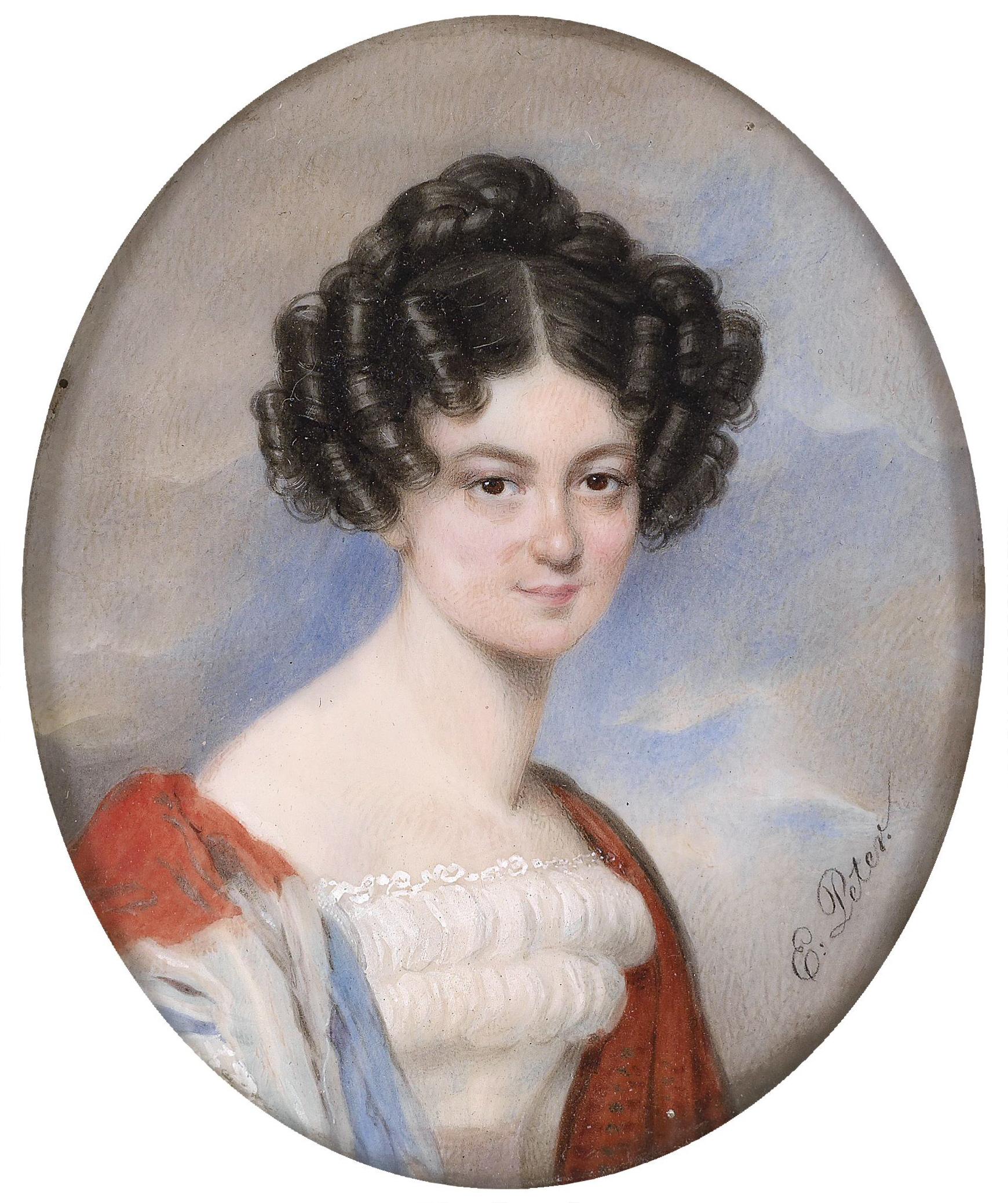
Maria Sophia (1794–1878)

          3. Maria Sophia (1794–1878) ⚭ 1817 Graf Karl Chotek von Chotkow (1783–1868)
          4. Marie Karoline (1791–1870) ⚭ 1821 Graf Johann Nemes von Hidvég und Oltszem (1792–1868)
          5. Marie Therese (* 1802; † um 1802)

        2. Maria Anna Antonia (1753–1826) ⚭ 1783 Freiherr Karl Schell von Bauschlott († 1802)

      2. Franz (* um 1732; † 1793)
      3. Joseph Emmerich (1734–1799) ⚭ Anna Maria Poluska; ⚭ 1798 seine Nichte Freiin Barbara Weiss von Horstenstein
        1. Maria Anna Barbara (* vor 1784; † 1839) ⚭ 1799 Freiherr Joseph Edmund Weiss von Horstenstein

      4. Maria Anna (* 1731) ⚭ Freiherr Johann Weiss von Horstenstein († 1795)
        1. Freiin Barbara Weiss von Horstenstein; ⚭ ihren Onkel Graf Joseph Emmerich Berchtold (1734–1799)

      5. Sophie (1738)

    2. Wenzel-Franz (1694–1737),  Theatiner-Priester
    3. Johann Joseph Franz (1696–1697)

## Wappen

### Ritterwappen
In einem blauen Schild ein aufsteigender goldener Löwe, der mit blankem Schwert in der rechten Pranke einen Hieb führt, an der linken Pranke aber einen runden in der Mitte erhabenen und gespitzten weißen Schild hält. Oben auf dem gekrönten offenen Helm steht der beschriebene Löwe. Die Helmdecke ist Gold und blau.

### Freiherrenwappen
Im ersten und vierten goldenen Feld ist ein gekrönter schwarzer Adler mit ausgebreiteten Flügeln und Klauen; im zweiten und dritten Feld zeigt sich eine bis an den obern Rand des Feldes reichende pyramidenförmige schwarze Spitze, woran ein aufsteigender gekrönter goldener Löwe einwärts gestellt ist, welcher in der rechten Pranke ein bloßes Schwert, mit der linken Pranke aber einen runden in der Mitte gespitzten silbernen oder weißen Schild vor sich hält. Der übrige Raum des Feldes neben der Spitze ist an beiden Seiten dreimal rot und dazwischen zweimal weiß einwärts, schräg streifweise tingirt.
Oben sind drei gekrönte offene Helme, auf dem ersten steht der gekrönte schwarze Adler mit ausgebreiteten Flügeln, auf dem mittlern der vorbeschriebene gekrönte goldene Löwe mit Schwert und Schild und auf dem dritten Helm zur linken ein geschlossener Flug, welcher links schräg rot und Silber oder weiß tingirt ist. Die Helmdecke ist rechts Gold und schwarz links Silber und rot.

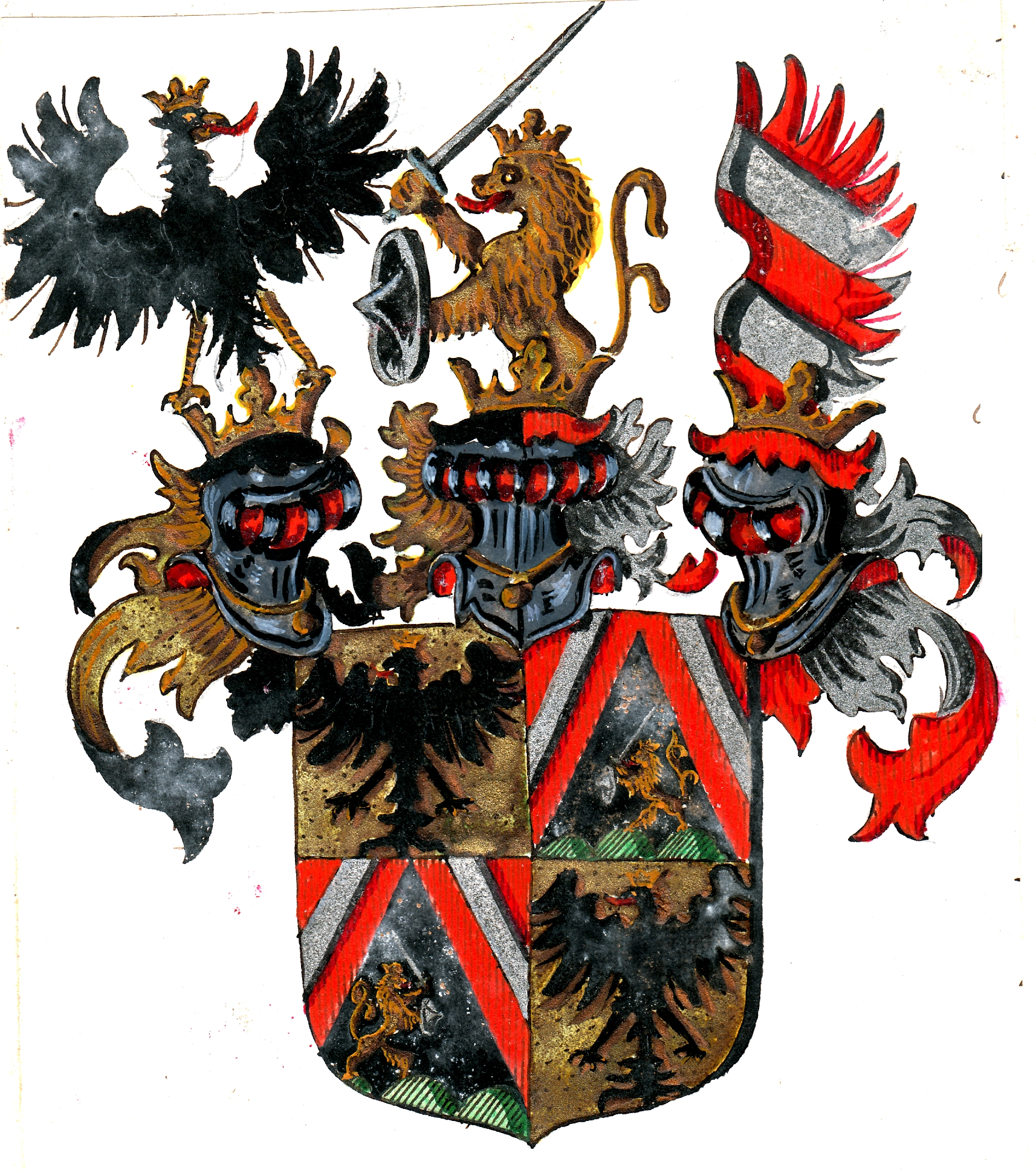
Wappen der Berchtold (Freiherrenwappen)
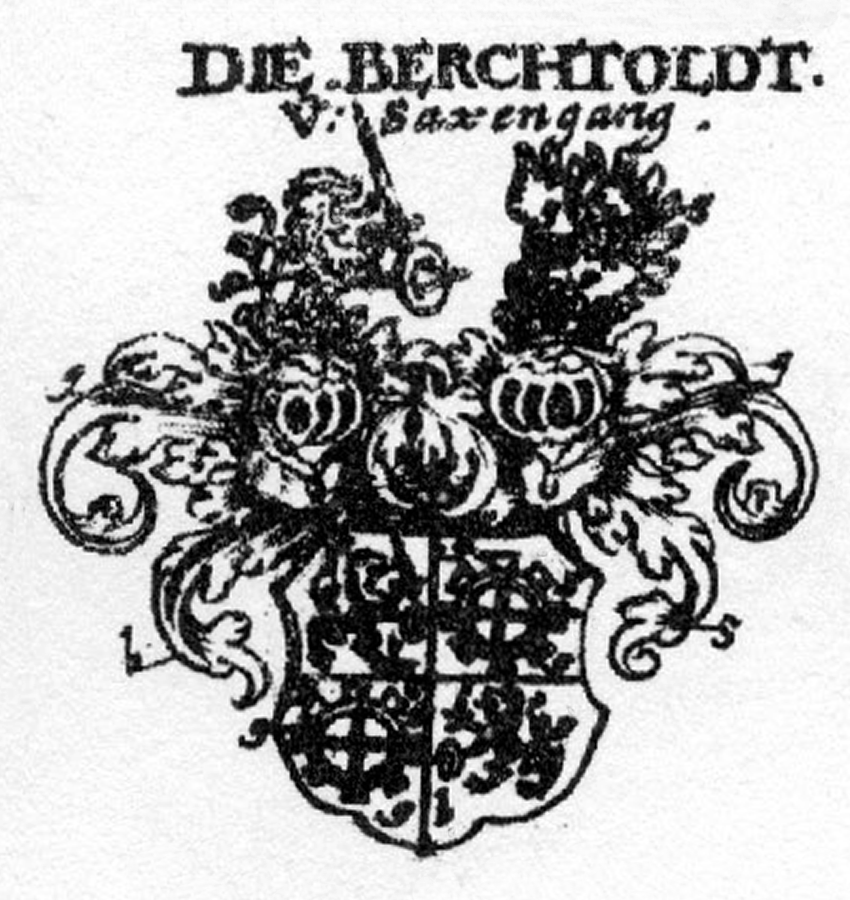
Wappen der Berchtold von Sachsengang